# Vic-sur-Cère
Vic-sur-Cère (okzitanisch Vic de Cera) ist eine französische Gemeinde mit 1.908 Einwohnern (Stand 1. Januar 2022) im Département Cantal in der Region Auvergne-Rhône-Alpes. Vic-sur-Cère gehört zur historischen Region des Carladès.

## Geographie
Vic-sur-Cère liegt in einer Höhe von ca. 680 m ü. d. M. Die Entfernung nach Aurillac beträgt ca. 20 km (Fahrtstrecke) in südwestlicher Richtung. Das Gemeindegebiet wird vom Fluss Cère und seinen Zuflüssen durchquert. Ganz im Süden entspringt das Flüsschen Embène, das zur Rasthène entwässert.

## Bevölkerungsentwicklung
| Jahr                       | 1800 | 1851 | 1901 | 1954 | 1999 | 2013 |
| Einwohner                  | 2075 | 1999 | 1826 | 1861 | 1890 | 1964 |
| Quellen: Cassini und INSEE |      |      |      |      |      |      |

Der Bevölkerungszahlen sind im 20. Jahrhundert trotz der Mechanisierung der Landwirtschaft im Wesentlichen konstant geblieben.

## Wirtschaft
Der Ort Vic-sur-Cére diente jahrhundertelang den ausschließlich landwirtschaftlich orientierten und sich selbstversorgenden Weilern (hameaux) und Einzelgehöften in der Umgebung als Handwerks-, Handels- und Dienstleistungszentrum. Seit der Mitte des 20. Jahrhunderts spielt der Tourismus in Form der Vermietung von Ferienwohnungen (gîtes) eine nicht unbedeutende Rolle für das Wirtschaftsleben des Ortes.

## Geschichte
Der Ortsname leitet sich ab vom lateinischen Wort vicus, aus welchem in karolingischer Zeit eine viguerie hervorging. Später gehörte der Ort zur Vizegrafschaft Carlat; daneben gab es ein Priorat der Abtei Saint-Géraud von Aurillac. Im Hundertjährigen Krieg wurde er von den Truppen des ‚Schwarzen Prinzen‘ Eduard III. verwüstet. In der Zeit der Hugenottenkriege (1562–1598) gab es erneute Übergriffe durch die Protestanten. Im Jahr 1643 erhob der französische König Ludwig XIII. das Carladès zur Grafschaft und gab es der in Monaco residierenden Familie Grimaldi zum Lehen; diese behielt es bis zum Ausbruch der Französischen Revolution. Der Titel Comte du Carladès wird jedoch vom jeweils regierenden Fürsten weitergeführt.

## Städtepartnerschaft
- Amorbach, Unterfranken, Deutschland, seit 1967

## Sehenswürdigkeiten

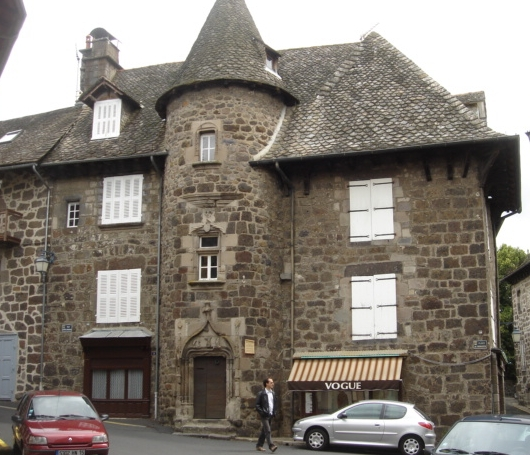
Maison des Princes de Monaco

- Die Pfarrkirche Saint-Pierre war wahrscheinlich eine bereits im Jahr 1080 erwähnte Prioratskirche der Abtei Saint-Géraud von Aurillac. Sie wurde im Jahr 1265 von aufständischen Bauern zerstört und danach im spätromanischen Stil der Auvergne wiederaufgebaut – charakteristisch ist der oktogonale Vierungsturm. In der Zeit der religiösen Auseinandersetzungen des 16. Jahrhunderts wurde das Kirchenschiff nochmals zerstört und erneut in Stand gesetzt. Tiefgreifende Restaurierungsmaßnahmen erfolgten im 19. und frühen 20. Jahrhundert; der Vierungsturm ist seit dem Jahr 1980 als Monument historique eingestuft.[1]
- Die Maison des Princes de Monaco stammt aus dem 15. Jahrhundert, wurde jedoch im 17. Jahrhundert erweitert und teilweise verändert. Das Carladès befand sich ab 1643 bis zur Französischen Revolution im Besitz der Fürsten von Monaco. Das Haus, das einst deren Verwaltern diente, befindet sich in Privatbesitz; der runde Treppenturm mit seinem spätgotischen Kielbogenportal sowie Teile der Ausstattung stehen seit 1921 unter Denkmalschutz.[2]
- Weitere Wohnhäuser aus dem 15. bis 18. Jahrhundert sind ebenfalls als Monuments historiques anerkannt.[3][4][5][6]

außerhalb
- Das Château de Lasalle (44° 59′ 1″ N, 2° 38′ 31″ O) ist ein imposanter ländlicher Bau aus der Zeit um 1500. Es steht in Privatbesitz und wurde im Jahr 1990 als Monument historique anerkannt.[7]
- Das Château de Comblat mit seinem imposanten Bergfried (donjon) (44° 58′ 12″ N, 2° 36′ 34″ O) aus dem 15., 16. und 18. Jahrhundert befindet sich ebenfalls in Privatbesitz und ist seit dem Jahr 2002 als Monument historique eingestuft.[8]

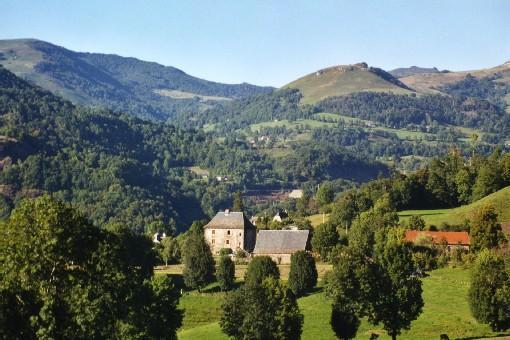
Château de Lasalle
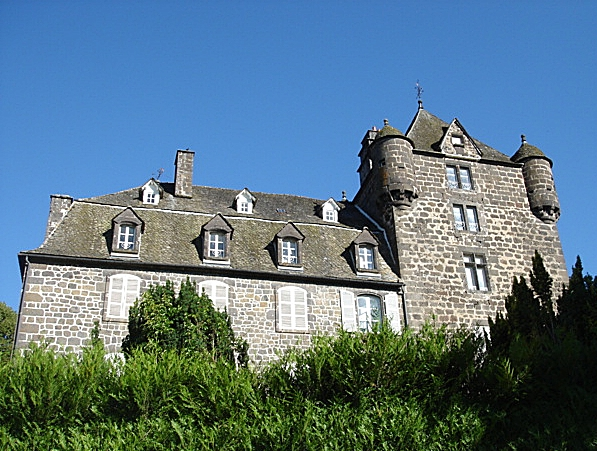
Château de Comblat
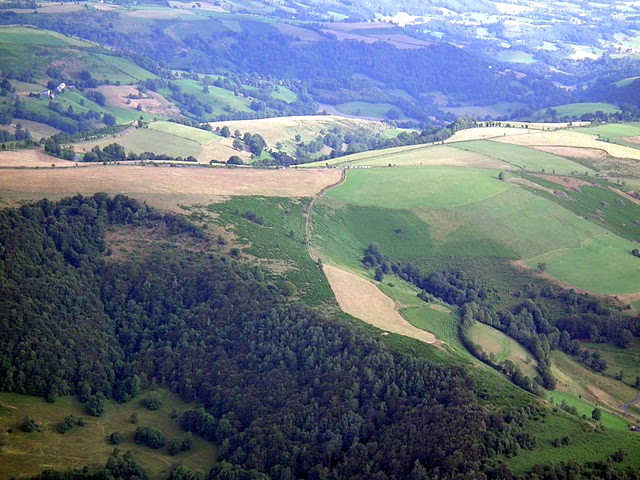
Römerstraße
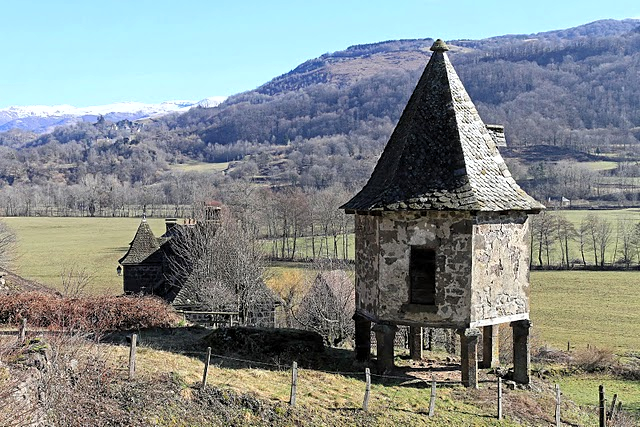
Taubenturm de la Prade

## Persönlichkeiten
- Louis de Boissy, Schriftsteller, hier 1694 geboren
- Aymar de la Baume Pluvinel, Astronom, hier 1938 gestorben und begraben